# Germán Gamazo y Calvo
Germán Gamazo y Calvo (Boecillo, província de Valladolid 27 de maig de 1840 - Madrid, 22 de novembre de 1901) fou un advocat i polític espanyol. Va ser ministre de Foment durant el regnat d'Alfons XII, cartera que tornaria a ocupar al costat de les d'Hisenda i d'Ultramar durant la regència de Maria Cristina d'Àustria.

## Biografia
Després d'estudiar Dret a la Universitat de Valladolid es va traslladar a Madrid on va exercir d'advocat en els bufets de Manuel Silvela i Manuel Alonso Martínez per a després independitzar-se i muntar un despatx propi. Militant de la Unió Liberal, iniciarà la seva carrera política sent elegit diputat per Valladolid a les eleccions de 1871, escó que tornaria a obtenir en els dos següents processos electorals, allunyant-se de la vida política el 1873 enproclamar-se la I República.

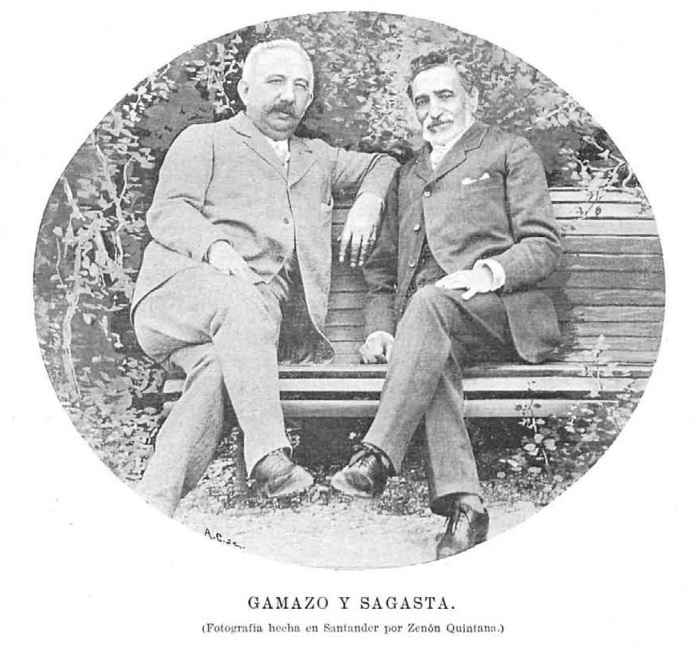
Gamazo, posant junt a Práxedes Mateo Sagasta, fotografia de Zenón Quintana.

Amb la restauració borbònica torna a ser escollit a les eleccions de 1876 com a membre d'un grup centralista dirigit per Manuel Alonso Martínez i participà en els treballs de redacció de la Constitució de 1876. Després d'incorporar-se a les files del Partit Liberal de Sagasta, participarà en les successives eleccions celebrades fins a 1901 sempre per la circumscripció val·lisoletana. Defensor dels interessos del proteccionisme del blat del camp castellà. Cunyat d'Antonio Maura, van ser aliats polítics.
Va ser ministre de Foment entre el 9 de gener i el 13 d'octubre de 1883 en un govern de Sagasta, període en el qual va haver de plantar cara a la gran revolada política que va provocar la seva decisió de suprimir unes taxes en les tarifes ferroviàries. També ocuparia la cartera de ministre d'Ultramar entre el 27 de novembre de 1885 i el 10 d'octubre de 1886 amb el mateix president de govern, abolint durant el seu mandat el patronat de les Antilles, una forma de semiesclavitud. Gamazo es va distanciar de Sagasta en el període de 1887-1888 quan diverses faccions liberals van deixar d'estar sota el control del president.
No va arribar a trencar amb ell, participant en el "ministeri de notables" com a ministre d'Hisenda entre l'11 de desembre de 1892 i el 12 de març de 1894, mentre que el seu cunyat Maura ocupava la cartera d'Ultramar. En aquesta etapa es va produir la Gamazada, revolta institucional i popular de Navarra contra la seva pretensió de suprimir el seu règim fiscal foral, assimilant-lo al general. Aquesta supressió no es va arribar a aplicar perquè Gamazo i Maura van sortir del govern per la reactivació de la guerra a Cuba en 1894. Llavors ja formava un grup clarament constituït amb Maura, que promovien el proteccionisme, el sanejament de la Hisenda i mesures autonòmiques per a Cuba. Tanmateix va acceptar tornar al govern amb Sagasta ocupant entre el 18 de maig i el 22 d'octubre de 1898 novament la cartera de Foment.
Separat definitivament del Partit Liberal, va fundar el periòdic El Español, dirigit per Sánchez Guerra. Abans de morir estava preparant amb Maura la fusió del seu partit amb el Partit Conservador de Francisco Silvela. El seu cunyat Maura va ser continuador de la seva obra ideològica.